# Minami Takayama
Minami Takayama (高山 みなみ;, Tóquio, 5 de maio de 1964) é uma cantora e seiyū japonesa.Ela é mais conhecida por seus papéis como dubladora em Majo no Takkyūbin (Kiki e Ursula), Les Moomins (Moomin), Ranma ½ (Nabiki Tendô), Yaiba e Detetive Conan (Conan Edogawa).
Minami é integrante do duo de pop japonês Two-Mix, e também foi integrante da DoCo enquanto a banda esteve em atividade. Ela também dublou os personagens Envy em Fullmetal Alchemist: Brotherhood, e Kid Emperor em One Punch Man .
Em maio de 2005, casou-se com o autor de mangá Gosho Aoyama. Em dezembro de 2007, Minami e Gosho se divorciaram.